# جاك أنغيل
جاك أنغيل (بالإنجليزية: Jack Angel)‏ (و. 1930  م) هو مؤدي أصوات، وممثل مسرحي، ومقدم برامج إذاعية، وممثل أفلام، من الولايات المتحدة، ولد في موديستو، كاليفورنيا.

## التعليم
تعلم في جامعة سان فرانسيسكو الحكومية.

## وصلات خارجية
- جاك أنغيل على موقع IMDb (الإنجليزية)
- جاك أنغيل على موقع ألو سيني (الفرنسية)
- جاك أنغيل على موقع قاعدة بيانات الفيلم (الإنجليزية)